# Bulbophyllum signatum
Bulbophyllum signatum là một loài phong lan thuộc chi Bulbophyllum.